# Platecrizotes
Platecrizotes is een geslacht van vliesvleugeligen uit de familie Pteromalidae. De wetenschappelijke naam van dit geslacht is voor het eerst geldig gepubliceerd in 1934 door Ferrière.

## Soorten
Het geslacht Platecrizotes omvat de volgende soorten:
- Platecrizotes argentinensis De Santis, 1988
- Platecrizotes europaeus Boucek, 1964
- Platecrizotes sudanensis Ferrière, 1934